# Piper velutininervosum
Piper velutininervosum är en pepparväxtart som beskrevs av William Trelease. Piper velutininervosum ingår i släktet Piper och familjen pepparväxter. Inga underarter finns listade i Catalogue of Life.